# カナダ国王
カナダ国王（カナダこくおう、英語: King/Queen of Canada、フランス語: Roi/Reine du Canada）は、カナダの国家元首たる君主である。カナダの政体である立憲君主・連邦制度及び、ウェストミンスター型の民主主義の中心的存在である。
カナダの君主である国王は、連邦政治及び各州政治制度両方における、内閣（枢密院における国王）、立法（議会における国王）、司法（裁判所における国王）の基盤となっている 。
2022年9月8日以来、カナダにおける君主は、イギリス国王でもあるチャールズ3世（第7代）であり、正式な称号はKing of Canada/Roi du Canadaである。

## 概要
カナダの主権者であり、カナダ議会の長、カナダ軍最高司令官。イギリス国王が兼ねる。カナダ首相の推薦に基づいてカナダ総督を任命し、通常イギリスに住まう国王がカナダの首都オタワに滞在していない限りは総督が大権を代行する。更にその大権も不文憲法であるカナダの憲法の規定するウェストミンスター・システムに強く拘束されるため、国王の地位は名目上のものである。
イギリス国王とカナダ国王の君主としての法人格が異なるのみならず、カナダの連邦と各州でも国王は別々の法人格を持つ。すなわちカナダ国王には、連邦に加えて10の州に対する11の法人格があることになる。各州政府における国王の大権はそれぞれの州に置かれる副総督に代行される。
カナダへの帰化と、カナダにおける議員や裁判官などの主要な公職や軍人・警察官への就任は、国王への忠誠を宣誓することが要件の一つである。州によっては弁護士資格取得の要件の一つでもある。

## カナダ国王の正式な称号
英: Charles the Third, by the Grace of God, King of the United Kingdom, Canada and His other Realms and Territories, Head of the Commonwealth, Defender of the Faith.
仏: Charles Trois, par la grâce de Dieu, roi du Royaume-Uni, du Canada et de ses autres royaumes et territoires, Chef du Commonwealth, Défenseur de la Foi
和訳：神の恩寵による、連合王国、カナダならびにその他の諸王国および諸領土の国王、コモンウェルス首長、信仰の擁護者、チャールズ3世

## 国王の一覧
| 代  | 国王（女王）               | 国王（女王） | 出身家                         | 在任期間                       | 在任期間     | 備考 |
| --- | -------------------------- | ------------ | ------------------------------ | ------------------------------ | ------------ | ---- |
| 001 | ヴィクトリア女王 Victoria  |              | ハノーヴァー家                 | 1867年7月1日 - 1901年1月22日   | 33年 + 205日 |      |
| 002 | エドワード7世 Edward VII   |              | ザクセン＝コーブルク＝ゴータ家 | 1901年1月22日 - 1910年5月6日   | 9年 + 104日  |      |
| 003 | ジョージ5世 George V       |              | ザクセン＝コーブルク＝ゴータ家 | 1910年5月6日 - 1917年7月17日   | 25年 + 259日 |      |
| 003 | ジョージ5世 George V       | ウィンザー家 | 1917年7月17日 - 1936年1月20日  | 家名改称                       | 25年 + 259日 |      |
| 004 | エドワード8世 Edward VIII  |              | ウィンザー家                   | 1936年1月20日 - 1936年12月11日 | 326日        | 退位 |
| 005 | ジョージ6世 George VI      |              | ウィンザー家                   | 1936年12月11日 - 1952年2月6日  | 15年 + 57日  |      |
| 006 | エリザベス2世 Elizabeth II |              | ウィンザー家                   | 1952年2月6日 - 2022年9月8日    | 70年 + 214日 |      |
| 007 | チャールズ3世 Charles III  |              | ウィンザー家                   | 2022年9月8日 - （在位）        | 2年 + 191日  |      |